# Secrets d'adolescentes
Pour plus de détails, voir Fiche technique et Distribution.
Secrets d'adolescentes (Le segrete esperienze di Luca e Fanny) est  une comédie érotique franco-italienne réalisée par Roberto Girometti et Gérard Loubeau sortie en 1980.

## Synopsis
Une famille riche vivant dans un village français traite ses deux femmes de ménage comme des ordures. Les femmes de chambre décident de séduire le jeune fils Luca qui est à la maison pour les vacances et de l’amener à s’impliquer avec la cousine Fanny, qui est en pleine découverte sexuelle.

## Fiche technique
- Titre français : Secrets d'adolescentes
- Titre italien : Le segrete esperienze di Luca e Fanny
- Réalisation : Roberto Girometti (crédité comme Bob Ghisais) , Gérard Loubeau
- Scénario : Manlio Capoano
- Musique : Roberto Pregadio
- Société de production :
- Société de distribution :
- Pays d'origine :  France /  Italie
- Langue d'origine : Italien
- Lieu de tournage :
- Genre : Comédie dramatique
- Durée : 82 minutes
- Dates de sortie :
  -  Italie : 22 octobre 1980
  -  Allemagne de l'Ouest : 6 mars 1981
  -  France : 15 juillet 1981

## Distribution
- Julia Perrin : Fanny
- Gil Lagardère : Luca (crédité comme Fawzi Devaux)
- Daniela Giordano : la mère de Luca
- Enzo Garinei : le père de Luca
- Annie Carol Edel : la mère de Fanny
- Aldo Ralli : le père de Fanny (crédité comme Aldo Materazzi)
- Jane Baker : Martha
- Brigitte Lahaie : Simona (créditée comme Brigitte van Meerhaegue)
- Lidie Ferdics : Gina
- Guy Bérardant : l'amoureux de Simona (crédité comme Guy Berardon)
- Piotr Stanislas : l'amoureux de Gina